# Sophie Buyse
Pour les articles homonymes, voir Buyse.
Sophie Buyse, née à Bruxelles le 13 juillet 1964, est une écrivaine et psychologue belge.
Fille du critique d’art et journaliste Christian Bussy – de son vrai nom Christian Buyse – Sophie Buyse s’affirme dès son premier roman par lettres la Graphomane comme une écrivaine produisant une œuvre d’une grande originalité et toujours d’une grande sensibilité à l’égard de l’humain.

## Œuvres
- 1995 : La Graphomane (éditions Verdier, Lagrasse)
- 1995 : L’Escarbilleuse (éditions Talus d’Approche)
- 1995 : Le Veilleur de nuit (nouvelle parue dans Résidences secondaires, éditions Cadex)
- 2000 : Par-dessus les toits (éditions La Lettre Volée)
- 2002 : L’Organiste (éditions Maelström)
- 2006 : Alice au pays du cancer, Sophie Buyse, Martine Hennuy, (Editions Alice jeunesse)
- 2007 : Autopsy (éditions Maelström)
- 2010 : Confidences de l’Olivier (éditions Maelström)
- 2010 : On va où quand on est mort ? Sophie Buyse, Martine Hennuy (Editions Alice jeunesse)
- 2011 : Les Gathas, le livre sublime de Zarathoustra, Khosro Khazai et Sophie Buyse (éditions Albin Michel)
- 2019 : "Amour et Kabbale". Sophie Buyse,(éditions Maelstrom)